# Crataegus arrogans
Crataegus arrogans är en rosväxtart som beskrevs av Chauncey Delos Beadle. Crataegus arrogans ingår i hagtornssläktet som ingår i familjen rosväxter. Inga underarter finns listade i Catalogue of Life.